# Mille Hundahl
Mille Heick Hundahl (født 21. september 1990 i Thisted) er en dansk håndboldspiller, der spiller for Mejdal/Halgård i den danske 3. division. Hun har tidligere spillet for SG BBM Bietigheim i Tyskland og Molde HK i Norge, samt de danske klubber Team Tvis Holstebro, Skive fH og Ringkøbing Håndbold.